# Ryjewo
Ryjewo (Duits: Rehhof) is een dorp in het Poolse woiwodschap Pommeren, in het district Kwidzyński. De plaats maakt deel uit van de gemeente Ryjewo en telt 2914 inwoners.

## Verkeer en vervoer
- Station Ryjewo